# Fixpunktsaritmetik
Fixpunktsaritmetik med fixpunktstal är en approximerad datorrepresentation av reella tal.
Till skillnad från flyttal har dessa tal en fast radixpunkt och ett bestämt antal siffror före och efter radixpunkten. Fixpunktstal är användbara då man vill representera bråkvärden, vanligtvis i talbasen 2 (binära talsystemet) eller 10 (decimala talsystemet) i en mikroprocessor som saknar flyttalsprocessor, eller om användningen av fixpunktsartitmetik resulterar i att beräkningar går snabbare. Äldre mikroprocessorer eller mikrokontroller i inbyggda system saknar ofta inbyggd flyttalsprocessor.